# Accademia Sibelius
L'Accademia Sibelius (in finlandese Taideyliopiston Sibelius-Akatemia, in svedese Konstuniversitetets Sibelius-Akademi) fa parte dell'Università delle Arti di Helsinki, una scuola di musica di livello universitario che opera a Helsinki e Kuopio, in Finlandia. Ha anche un centro per l'educazione degli adulti a Järvenpää e un centro di formazione a Seinäjoki.  L'unica università musicale della Finlandia, è tra le più grandi università europee di musica con circa 1.700 studenti iscritti.
L'Accademia Sibelius è uno degli organizzatori del concorso internazionale di violino Jean Sibelius che si tiene ogni cinque anni a Helsinki.

## Storia
L'accademia fu fondata nel 1882 da Martin Wegelius come Helsingfors musikinstitut ("Istituto Musicale di Helsinki") e ribattezzata Sibelius-Akatemia nel 1939 per onorare il suo ex allievo ed il compositore più celebre della Finlandia, Jean Sibelius. Nel 2013 l'Accademia si è fusa con due università precedentemente indipendenti, l'Accademia del Teatro di Helsinki e l'Accademia di Belle Arti di Helsinki, per formare l'Università delle Arti di Helsinki.